# Europapokal der Landesmeister (Handball) 1969/70
Dieser Artikel beschreibt den Europapokal der Landesmeister im Handball der Saison 1969/70.

## 1. Runde
|                      | Gesamt |                 | Hinspiel | Rückspiel |
| -------------------- | ------ | --------------- | -------- | --------- |
| HT Tatran Prešov     | 22:24  | VfL Gummersbach | 13:14    | 09:10     |
| Spójnia Gdańsk       | 45:35  | UK-51 Helsinki  | 24:18    | 21:17     |
| Sporting Lissabon    | 28:39  | HV Sittardia    | 16:24    | 12:15     |
| Union Salzburg       | ??:??  | RK Crvenka      | ??:??    | ??:??     |
| HG Kopenhagen        | 42:44  | Honvéd Budapest | 25:16    | 17:28     |
| Lewski Spartak Sofia | 30:27  | SoIK Hellas     | 18:09    | 12:18     |

TRUD Moskau, Steaua Bukarest, Hapoel Rehovot, FH Hafnarfjörður, HB Dudelange, FC Barcelona, SMUC Marseille, Grasshoppers Zürich, Bergen SI und SC Dynamo Berlin hatten Freilose und zogen direkt in die 2. Runde ein.

## 2. Runde
|                      | Gesamt |                     | Hinspiel | Rückspiel |
| -------------------- | ------ | ------------------- | -------- | --------- |
| VfL Gummersbach      | 50:47  | Spójnia Gdańsk      | 30:21    | 20:26     |
| TRUD Moskau          | 61:31  | HV Sittardia        | 31:11    | 30:20     |
| Steaua Bukarest      | 54:20  | Hapoel Rehovot      | 32:11    | 22:09     |
| Honvéd Budapest      | 49:34  | FH Hafnarfjörður    | 28:17    | 21:17     |
| HB Dudelange         | 35:47  | FC Barcelona        | 20:18    | 15:29     |
| SMUC Marseille       | 24:39  | RK Crvenka          | 10:18    | 14:21     |
| Lewski Spartak Sofia | ??:??  | Grasshoppers Zürich | ??:??    | ??:??     |
| Bergen SI            | 35:49  | SC Dynamo Berlin    | 20:24    | 15:25     |

## Viertelfinale
|                  | Gesamt |                     | Hinspiel | Rückspiel |
| ---------------- | ------ | ------------------- | -------- | --------- |
| TRUD Moskau      | 33:37  | VfL Gummersbach     | 22:17    | 11:20     |
| Steaua Bukarest  | 44:40  | Honvéd Budapest     | 26:20    | 18:20     |
| FC Barcelona     | 30:41  | RK Crvenka          | 18:15    | 12:26     |
| SC Dynamo Berlin | 36:18  | Grasshoppers Zürich | 18:08    | 18:10     |

## Halbfinale
|                 | Gesamt |                  | Hinspiel | Rückspiel |
| --------------- | ------ | ---------------- | -------- | --------- |
| Steaua Bukarest | 24:28  | VfL Gummersbach  | 16:13    | 08:15     |
| RK Crvenka      | 19:20  | SC Dynamo Berlin | 15:06    | 04:14     |

## Finale
Das Finale wurde in einem Spiel in Dortmund ausgetragen.
|                 | Ergebnis |                  |
| --------------- | -------- | ---------------- |
| VfL Gummersbach | 14:11    | SC Dynamo Berlin |

- VfL Gummersbach : Schmidt (9), Kosmehl (2/1), Feldhoff (2), J. Brand (1). Torwart : Kater.
- SC Dynamo Berlin-Est : Zeitler (4/3), Senger (2), Zimmermann (2), Schmidt (1), Petzold (1), Würdig (1). Torwart : Weiß und Fischer.[1]